# Петрила Микульчич
Петрила Микульчич (Пётр Микулинич, Петрята Микульчич) (ум. 26 января 1135 г.) — новгородский посадник в 1131—1134 гг.

## Посадничество
Посадническую должность Петрила получил при князе Всеволоде Мстиславиче, судя по летописи, в то же время, когда Новгородским архиепископом стал Нифонт 1 января 1131 г. на день св. Василия. На короткое время в 1132 г. Новгородским князем был Святополк Мстиславич, а потом снова им был Всеволод Мстиславич до конца посадничества Петрилы. Князь Всеволод несколько раз ходил на чудь — первый раз в 1131 г. неудачно, во второй раз удалось взять город Юрьев 9 февраля 1133 г. В 1134 г. князь Всеволод вместе с новгородцами ходил на Суздаль, так как хотел туда посадить своего брата, но возвратился обратно. На обратном пути Всеволод Мстиславич снял с посадничества Петрилу и дал её Иванку Павловичу.

## Актовые печати
Были найдены четыре актовые печати посадника Петрилы. На печатях имеется изображение апостола Петра в полный рост, правая рука находится в благословляющем жесте, а в левой держит ключи.

## Ждановская битва
Петрила вместе с новгородцами принял участие в войне князя Всеволода Мстиславича с суздальцами, начавшаяся 31 января 1134 г. В битве на Ждановской горе 26 января 1135 г. погибло много новгородцев и суздальцев, в том числе Петрила и посадник Иванко Павлович.

## На берестяной грамоте
На найденной Новгородской берестяной грамоте № 336, датируемое первой третью XII в., возможно упоминается посадник Петрила. В этой грамоте Пётр выступает как сборщик дани, а Влотько и Рожнет являются его помощниками. Пётр сообщает Влотьку, что предписанная Влотькой Рожнету о выдаче ему дани от Нустуя выполнена, а от Даньши Пётр получил лишь часть, а недоимку должен получить уже Влотька.

## Семья
1. Микула
  1. Петрила Микульчич
  2. Константин Микульчич